# غوايانو
غوايانو هو لاعب كرة قدم برازيلي في مركز الدفاع، ولد في 15 يونيو 1980 في Bom Jardim de Goiás ‏ في البرازيل. لعب مع نادي بارانا.

## وصلات خارجية
- غوايانو على موقع قاعدة بيانات كرة القدم.إي يو (الإنجليزية)